# Dampfreformierung

Dampfreformierung mit partieller Oxidation, CO-Konvertierung und Kohlenstoffdioxidabsorption
1) Zufuhr von Methan, 2) Zufuhr von Wasser, 3) Primärreformer, 4) Zufuhr von Luft, 5) Sekundärreformer, 6) Katalysator, 7) Kompressor, 8) Wäscher

Die Dampfreformierung (im technischen Sprachgebrauch auch Dampfreforming, englisch Steam Reforming) ist das zurzeit bedeutendste großindustrielle Verfahren zur Herstellung von Wasserstoff aus kohlenstoffhaltigen Energieträgern und Wasser. Erdgas ist derzeit der wichtigste Rohstoff, prinzipiell eignen sich viele aliphatische Kohlenwasserstoffe wie Leichtbenzin, Methanol, Biogas oder Biomasse als Ausgangsmaterial. Die Dampfreformierung ist eine endotherme Reaktion, bei der die benötigte Wärme der Reaktion zugeführt werden muss. Durch gleichzeitige partielle Oxidation der Kohlenwasserstoffe kann das Verfahren auch autotherm durchgeführt werden. Der Wirkungsgrad (Erdgas zu Wasserstoff) liegt bei ca. 60 bis 70 %.

## Geschichte
Die Entwicklung der Dampfreformierung geht auf Carl Bosch zurück, der in den 1920er Jahren auf der Suche nach preiswerten Wasserstoffquellen für das Haber-Bosch-Verfahren zur Synthese von Ammoniak war. Das erste Patent wurde Georg Schiller von der I.G. Farben erteilt, dem die Dampfreformierung von Methan mittels eines Nickeloxid-Katalysators gelang. Die I.G. Farben erteilte der Standard Oil of New Jersey eine Lizenz. Schon 1931 nahm das Unternehmen die Wasserstoffproduktion durch Dampfreformierung in ihrem Werk in Baton Rouge in Louisiana auf.
Die Dampfreformierung von Erdgas produzierte 2014 etwa 48 Prozent des global verwendeten Wasserstoffs, davon nutzte das Haber-Bosch-Verfahren zirka 60 Prozent.

## Reaktionen
Die Dampfreformierung ist ein allothermer Prozess, der nach der folgenden Gleichung abläuft:
{\displaystyle \mathrm {CH_{4(g)}+H_{2}O_{(g)}\;\rightleftharpoons \;CO_{(g)}+3\ H_{2(g)},\ \Delta H=+206{,}2kJ/mol} }
(Methan + Wasserdampf → Kohlenstoffmonoxid + Wasserstoff; endotherm)
Die benötigte Reaktionsenthalpie kann durch die partielle Oxidation aufgebracht werden:
{\displaystyle 2\ \mathrm {CH_{4(g)}} +\mathrm {O_{2(g)}} \;\rightleftharpoons \;2\ \mathrm {CO_{(g)}} +4\ \mathrm {H_{2(g)}} \qquad {\Delta H=-71\ \mathrm {kJ/mol} }}
(Methan + Sauerstoff → Kohlenstoffmonoxid + Wasserstoff; exotherm)
Zur Steigerung der Wasserstoffausbeute kann das entstehende Kohlenmonoxid in einer weiteren Reaktion, der Wassergas-Shift-Reaktion, zu Kohlendioxid und weiterem Wasserstoff umgesetzt werden.
{\displaystyle \mathrm {CO_{(g)}+H_{2}O_{(g)}\;\rightleftharpoons \;CO_{2(g)}+H_{2(g)},\ \ \ \Delta H=-41{,}2\ kJ/mol} }
(Wassergas-Shift-Reaktion; leicht exotherm)
Zur Durchführung wird heißer Wasserdampf mit dem zu reformierenden Gas (zum Beispiel Erdgas) oder mit verdampfter Flüssigkeit (zum Beispiel Leichtbenzin) vermischt und unter ständiger Energiezufuhr an einem heterogenen Katalysator in der Gasphase umgesetzt.

## Feststoffe
Da komplexe Feststoffe wie Holz, Klärschlamm oder kommunale Abfälle nicht verdampft werden können, müssen diese unter anderen Bedingungen reformiert werden. Die Reformierung erfolgt mittels überkritischem Wasser an einem heterogenen Katalysator bei 250–300 bar, 400–550 °C und großem Wasserüberschuss. Die Entstehung von Luftschadstoffen wie in der Müllverbrennung spielt unter diesen extremen Bedingungen praktisch keine Rolle.